# Glypta longicauda
Glypta longicauda là một loài tò vò trong họ Ichneumonidae.